# Revere (Misuri)
Revere es un pueblo ubicado en el condado de Clark en el estado estadounidense de Misuri. En el Censo de 2010 tenía una población de 79 habitantes y una densidad poblacional de 163,99 personas por km².

## Geografía
Revere se encuentra ubicado en las coordenadas 40°29′40″N 91°40′35″O / 40.49444, -91.67639. Según la Oficina del Censo de los Estados Unidos, Revere tiene una superficie total de 0.48 km², de la cual 0.48 km² corresponden a tierra firme y (0%) 0 km² es agua.

## Demografía
Según el censo de 2010, había 79 personas residiendo en Revere. La densidad de población era de 163,99 hab./km². De los 79 habitantes, Revere estaba compuesto por el 93.67% blancos, el 0% eran afroamericanos, el 0% eran amerindios, el 1.27% eran asiáticos, el 0% eran isleños del Pacífico, el 0% eran de otras razas y el 5.06% pertenecían a dos o más razas. Del total de la población el 1.27% eran hispanos o latinos de cualquier raza.